# Balladyna (album Tomasza Stańki)
Balladyna – album Tomasza Stańki, wydany w 1976 przez ECM. Jest to pierwsze wydawnictwo Stańki dla tej prestiżowej wytwórni, dziś zaliczane do serii ECM Touchstones. W 1993 ukazała się reedycja albumu.

## Muzycy
- Tomasz Stańko – trąbka
- Tomasz Szukalski – saksofon sopranowy, saksofon tenorowy
- Dave Holland – kontrabas
- Edward Vesala – perkusja

## Lista utworów
| 1. | „First Song” (Stańko)            | 7:42  |
|    |                                  |       |
| 2. | „Tale” (Holland, Stańko, Vesala) | 3:32  |
|    |                                  |       |
| 3. | „Num” (Vesala)                   | 7:15  |
|    |                                  |       |
| 4. | „Duet” (Holland, Stańko)         | 2:58  |
|    |                                  |       |
| 5. | „Balladyna” (Stańko)             | 8:01  |
|    |                                  |       |
| 6. | „Last Song” (Stańko)             | 6:04  |
|    |                                  |       |
| 7. | „Nenaliina” (Stańko)             | 5:29  |
|    |                                  |       |
|    |                                  | 41:01 |
|    |                                  |       |